# Landsatprogrammet

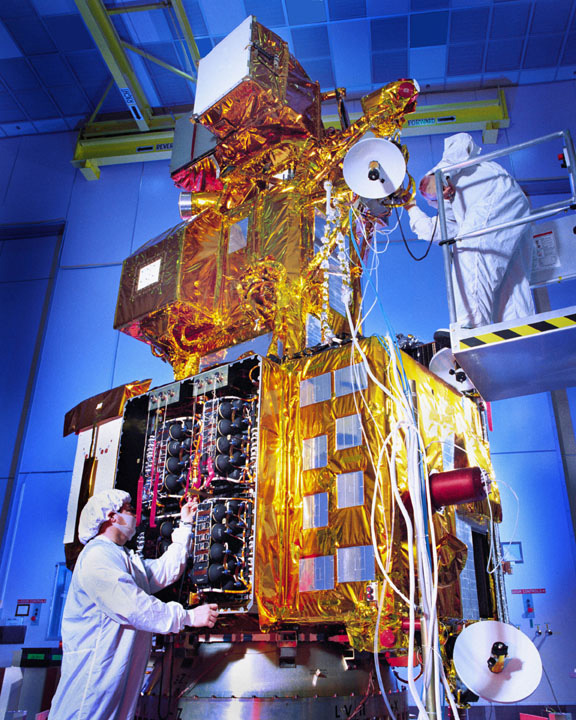
Landsat 7 före uppskjutningen.

Landsatprogrammet är det till dags dato längsta aktiva projektet för inhämtande av satellitbilder av Jorden. Miljontals fotografier har tagits under årens lopp och används till bland annat forskning inom ekologi, jordbruk, geologi och skogsbruk.

## Historia
Projektet påbörjades 1966 under namnet Earth Resources Observation Satellites Program (ERTSs), men fick sitt nuvarande namn 1975 och har under åren skötts av både NASA och NOAA. Hittills har nio satelliter skjutits upp, den första så tidigt som 1972 och den senaste 2021.
Avsikten med projektet var från början att testa om det var möjligt att samla in jordresursdata från en obemannad satellit. Datan som samlades in var tillgänglig för alla och alla världens länder hade möjlighet att lämna in synpunkter på datan. Resultatet var överraskande bra och Landsatprojektet är fortfarande aktivt. Även om sensorerna har bytts ut och satelliternas omloppsbanor har ändrats utgör Landsats dataserie idag den längsta kontinuerliga dataserie av satellitbilder som finns tillgänglig och är därför ett ovärderligt forskningsmaterial.

## Sensorerna som använts i Landsat-projektet
- RBV - Return Beam Vidicon - användes enbart i Landsat 1-3
- MSS - Multispectral Scanner - användes i Landsat 1-5 och var den första sensor som kunde producera digital multispektral data. MSS scannade i fyra våglängder, två i synligt ljus, rött och grönt, och två infraröda våglängder.
- TM - Thematic Mapper - användes på Landsat 4-5 och ersatte i princip MSS även om MSS fanns kvar för att säkra kontinuiteten i datan. TM scannade på sju våglängder, blått, grönt, rött, nära infrarött, mellaninfrarött, termal infrarött och mellaninfrarött alla med olika tillämpningsområden.
- ETM - Enhanced Thematic Mapper - skulle ha använts på Landsat 6 som aldrig togs i bruk på grund av en misslyckad uppskjutning.
- ETM+ - Enhanced Thematic Mapper + - används i Landsat -7 och scannar på samma våglängdsband som TM sensorn fast har en bättre upplösning på den termala sensorn och har dessutom en pancromatisk sensor med en spatiell upplösning på 15 m.

## Omloppsbana
De första tre Landsat satelliterna hade en omloppshöjd på ca 900 km, den sänktes sedan till 705 km i och med Landsat 4. Alla satelliterna har haft en solsynkroniserad omloppsbana och en svepbredd på 185 km. Däremot har de haft olika banor och därmed också olika tidscykler. Landsat 1-3 hade en cykel som gjorde det möjligt att scanna hela jordytan var 18:de dag medan Landsat-4 och framåt har utfört samma operation på 16 dagar.

## Satelliter
- Landsat 1 - uppskjuten 1972, avslutad 1978
- Landsat 2 - uppskjuten 1975, avslutad 1981
- Landsat 3 - uppskjuten 1978, avslutad 1983
- Landsat 4 - uppskjuten 1982, avslutad 1993
- Landsat 5 - uppskjuten 1984, fortfarande i funktion
- Landsat 6 - uppskjuten 1993, misslyckades nå omloppsbanan
- Landsat 7 - uppskjuten 1999, fortfarande i funktion
- Landsat 8 - uppskjuten 2013, fortfarande i funktion
- Landsat 9 - uppskjuten 2021